# Escut de Tailàndia
L'escut de Tailàndia, més un emblema que no un escut heràldic, fou adoptat durant el període Ayutthaya, regne que va governar el país des del segle xiv fins al xviii. De 1873 a 1910 fou substituït per les armes de Siam, aquestes sí adaptades a les normes de l'heràldica occidentals; com que el rei Chulalongkorn, que era qui les havia proposades, trobava que tenien un aire massa occidentalitzant i no s'hi representava el símbol tradicional del poder reial, l'ocell déu Garuda, es va decidir tornar a l'emblema de sempre, que prèviament havia estat acompanyat de les deïtats Vixnu i Naga.
La figura de Garuda és compartida per la mitologia budista i hindú. A Tailàndia, és usada com a símbol de la família reial i de l'autoritat, on és coneguda amb el nom de Krut Pha, literalment 'Garuda com a vehicle (de Vixnu)'. És l'emblema del rei.
El Garuda també apareix a l'escut d'Indonèsia i al de la ciutat d'Ulan Bator (la capital de Mongòlia).

## Altres escuts

Escut del Regne de Siam, amb l'elefant reial de tres caps, l'elefant de Lan Xang i dos punyals malais (1873-1910)